# 390 Alma
Alma (asteroide 390) é um asteroide da cintura principal com um diâmetro de 23,74 quilómetros, a 2,3095347 UA. Possui uma excentricidade de 0,1292665 e um período orbital de 1 577,79 dias (4,32 anos).
Alma tem uma velocidade orbital média de 18,28829173 km/s e uma inclinação de 12,14515º.
Este asteroide foi descoberto em 24 de Março de 1894 por Guillaume Bigourdan.